# Lijst van finales van de Billie Jean King Cup
Deze pagina geeft een overzicht van alle finales van de Billie Jean King Cup. In het vrouwentennis is dit het meest prestigieuze toernooi voor landenteams. Het wordt sinds 1963 elk jaar gehouden. Tot en met 1994 bestond een ontmoeting uit drie wedstrijden, daarna (tot en met 2019) uit vijf. Sinds de editie 2020-2021 is een landenontmoeting tijdens het eindtoernooi weer terug naar maximaal drie wedstrijden.
| Jaar | Winnaar | Verliezend finalist                                                                                 | Score | Locatie van finale |
| ---- | --- | --------------------------------------------------------------------------------------------------- | ----- | ------------------ |
| 1963 | Verenigde Staten | Australië                                                                                           | 2-1   | Londen             |
| 1964 | Australië | Verenigde Staten                                                                                    | 2-1   | Philadelphia       |
| 1965 | Australië | Verenigde Staten                                                                                    | 2-1   | Melbourne          |
| 1966 | Verenigde Staten | West-Duitsland                                                                                      | 3-0   | Turijn             |
| 1967 | Verenigde Staten | Verenigd Koninkrijk                                                                                 | 2-0   | Berlijn            |
| 1968 | Australië | Nederland                                                                                           | 3-0   | Parijs             |
| 1969 | Verenigde Staten | Australië                                                                                           | 2-1   | Athene             |
| 1970 | Australië | West-Duitsland                                                                                      | 3-0   | Freiburg           |
| 1971 | Australië | Verenigd Koninkrijk                                                                                 | 3-0   | Perth              |
| 1972 | Zuid-Afrika | Verenigd Koninkrijk                                                                                 | 2-1   | Johannesburg       |
| 1973 | Australië | Zuid-Afrika                                                                                         | 3-0   | Bad Homburg        |
| 1974 | Australië | Verenigde Staten                                                                                    | 2-1   | Napels             |
| 1975 | Tsjecho-Slowakije | Australië                                                                                           | 3-0   | Aix-en-Provence    |
| 1976 | Verenigde Staten | Australië                                                                                           | 2-1   | Philadelphia       |
| 1977 | Verenigde Staten | Australië                                                                                           | 2-1   | Eastbourne         |
| 1978 | Verenigde Staten | Australië                                                                                           | 2-1   | Melbourne          |
| 1979 | Verenigde Staten | Australië                                                                                           | 3-0   | Madrid             |
| 1980 | Verenigde Staten | Australië                                                                                           | 3-0   | Berlijn            |
| 1981 | Verenigde Staten | Verenigd Koninkrijk                                                                                 | 3-0   | Tokio              |
| 1982 | Verenigde Staten | West-Duitsland                                                                                      | 3-0   | Santa Clara        |
| 1983 | Tsjecho-Slowakije | West-Duitsland                                                                                      | 2-1   | Zürich             |
| 1984 | Tsjecho-Slowakije | Australië                                                                                           | 2-1   | São Paulo          |
| 1985 | Tsjecho-Slowakije | Verenigde Staten                                                                                    | 2-1   | Nagoya             |
| 1986 | Verenigde Staten | Tsjecho-Slowakije                                                                                   | 3-0   | Praag              |
| 1987 | West-Duitsland | Verenigde Staten                                                                                    | 2-1   | Vancouver          |
| 1988 | Tsjecho-Slowakije | Sovjet-Unie                                                                                         | 2-1   | Melbourne          |
| 1989 | Verenigde Staten | Spanje                                                                                              | 3-0   | Tokio              |
| 1990 | Verenigde Staten | Sovjet-Unie                                                                                         | 2-1   | Atlanta            |
| 1991 | Spanje | Verenigde Staten                                                                                    | 2-1   | Nottingham         |
| 1992 | Duitsland | Spanje                                                                                              | 2-1   | Frankfurt am Main  |
| 1993 | Spanje | Australië                                                                                           | 3-0   | Frankfurt am Main  |
| 1994 | Spanje Conchita Martínez Arantxa Sánchez Vicario                                                                      | Verenigde Staten Lindsay Davenport Mary Joe Fernandez Gigi Fernández                                | 3-0   | Frankfurt am Main  |
| 1995 | Spanje Conchita Martínez Arantxa Sánchez Vicario Virginia Ruano Pascual María Sánchez Lorenzo                         | Verenigde Staten Lindsay Davenport Chanda Rubin Mary Joe Fernandez Gigi Fernández                   | 3-2   | Valencia           |
| 1996 | Verenigde Staten Lindsay Davenport Monica Seles Mary Joe Fernandez Linda Wild                                         | Spanje Conchita Martínez Arantxa Sánchez Vicario Virginia Ruano Pascual Gala León García            | 5-0   | Atlantic City      |
| 1997 | Frankrijk Mary Pierce Sandrine Testud Nathalie Tauziat Alexandra Fusai                                                | Nederland Miriam Oremans Brenda Schultz Caroline Vis Manon Bollegraf                                | 4-1   | 's-Hertogenbosch   |
| 1998 | Spanje Conchita Martínez Arantxa Sánchez Vicario                                                                      | Zwitserland Martina Hingis Patty Schnyder                                                           | 3-2   | Genève             |
| 1999 | Verenigde Staten Lindsay Davenport Serena Williams Venus Williams                                                     | Rusland Jelena Dementjeva Jelena Lichovtseva Jelena Makarova                                        | 4-1   | Stanford           |
| 2000 | Verenigde Staten Lindsay Davenport Monica Seles Jennifer Capriati Lisa Raymond                                        | Spanje Conchita Martínez Arantxa Sánchez Vicario Magüi Serna Virginia Ruano Pascual                 | 5-0   | Las Vegas          |
| 2001 | België Justine Henin-Hardenne Kim Clijsters Els Callens Laurence Courtois                                             | Rusland Jelena Dementjeva Nadja Petrova Jelena Bovina Jelena Lichovtseva                            | 2-1   | Madrid             |
| 2002 | Slowakije Daniela Hantuchová Janette Husárová Henrieta Nagyová Martina Suchá                                          | Spanje Conchita Martínez Arantxa Sánchez Vicario Magüi Serna Virginia Ruano Pascual                 | 3-1   | Gran Canaria       |
| 2003 | Frankrijk Amélie Mauresmo Mary Pierce Émilie Loit Stéphanie Cohen-Aloro                                               | Verenigde Staten Lisa Raymond Meghann Shaughnessy Martina Navrátilová Alexandra Stevenson           | 4-1   | Moskou             |
| 2004 | Rusland Anastasija Myskina Svetlana Koeznetsova Vera Zvonarjova Jelena Lichovtseva                                    | Frankrijk Nathalie Dechy Tatiana Golovin Émilie Loit Marion Bartoli                                 | 3-2   | Moskou             |
| 2005 | Rusland Jelena Dementjeva Anastasija Myskina Dinara Safina                                                            | Frankrijk Mary Pierce Amélie Mauresmo                                                               | 3-2   | Parijs             |
| 2006 | Italië Francesca Schiavone Flavia Pennetta Mara Santangelo Roberta Vinci                                              | België Justine Henin-Hardenne Kirsten Flipkens                                                      | 3-2   | Charleroi          |
| 2007 | Rusland Anna Tsjakvetadze Svetlana Koeznetsova Jelena Vesnina Nadja Petrova                                           | Italië Mara Santangelo Francesca Schiavone Roberta Vinci                                            | 4-0   | Moskou             |
| 2008 | Rusland Vera Zvonarjova Svetlana Koeznetsova Jelena Vesnina Jekaterina Makarova                                       | Spanje Anabel Medina Garrigues Carla Suárez Navarro Nuria Llagostera Vives Virginia Ruano Pascual   | 4-0   | Madrid             |
| 2009 | Italië Sara Errani Flavia Pennetta Francesca Schiavone Roberta Vinci                                                  | Verenigde Staten Alexa Glatch Liezel Huber Vania King Melanie Oudin                                 | 4-0   | Reggio Calabria    |
| 2010 | Italië Sara Errani Flavia Pennetta Francesca Schiavone Roberta Vinci                                                  | Verenigde Staten Liezel Huber Bethanie Mattek-Sands Melanie Oudin Coco Vandeweghe                   | 3-1   | San Diego          |
| 2011 | Tsjechië Petra Kvitová Lucie Šafářová Lucie Hradecká Květa Peschke                                                    | Rusland Anastasija Pavljoetsjenkova Svetlana Koeznetsova Maria Kirilenko Jelena Vesnina             | 3-2   | Moskou             |
| 2012 | Tsjechië Petra Kvitová Lucie Šafářová Lucie Hradecká Andrea Hlaváčková                                                | Servië Ana Ivanović Jelena Janković Bojana Jovanovski Aleksandra Krunić                             | 3-1   | Praag              |
| 2013 | Italië Sara Errani Roberta Vinci Karin Knapp Flavia Pennetta                                                          | Rusland Irina Chromatsjova Aleksandra Panova Alisa Klejbanova Margarita Gasparjan                   | 4-0   | Cagliari           |
| 2014 | Tsjechië Petra Kvitová Lucie Šafářová Andrea Hlaváčková Lucie Hradecká                                                | Duitsland Andrea Petković Angelique Kerber Julia Görges Sabine Lisicki                              | 3-1   | Praag              |
| 2015 | Tsjechië Petra Kvitová Karolína Plíšková Barbora Strýcová                                                             | Rusland Maria Sjarapova Anastasija Pavljoetsjenkova Jelena Vesnina                                  | 3-2   | Praag              |
| 2016 | Tsjechië Denisa Allertová Lucie Hradecká Petra Kvitová Karolína Plíšková Barbora Strýcová                             | Frankrijk Alizé Cornet Océane Dodin Caroline Garcia Kristina Mladenovic Pauline Parmentier          | 3-2   | Straatsburg        |
| 2017 | Verenigde Staten Alison Riske Shelby Rogers Sloane Stephens Coco Vandeweghe                                           | Wit-Rusland Vera Lapko Lidzija Marozava Aryna Sabalenka Aljaksandra Sasnovitsj                      | 3-2   | Minsk              |
| 2018 | Tsjechië Kateřina Siniaková Barbora Strýcová                                                                          | Verenigde Staten Sofia Kenin Alison Riske                                                           | 3-0   | Praag              |
| 2019 | Frankrijk Kristina Mladenovic Caroline Garcia Pauline Parmentier                                                      | Australië Ashleigh Barty Ajla Tomljanović Samantha Stosur                                           | 3-2   | Perth              |
| 2021 | Rusland Anastasija Pavljoetsjenkova Darja Kasatkina Veronika Koedermetova Jekaterina Aleksandrova Ljoedmila Samsonova | Zwitserland Belinda Bencic Jil Teichmann Viktorija Golubic Stefanie Vögele                          | 2-0   | Praag              |
| 2022 | Zwitserland Belinda Bencic Viktorija Golubic Jil Teichmann Simona Waltert                                             | Australië Priscilla Hon Ellen Perez Storm Sanders Samantha Stosur Ajla Tomljanović                  | 2-0   | Glasgow            |
| 2023 | Canada Eugenie Bouchard Gabriela Dabrowski Leylah Fernandez Rebecca Marino Marina Stakusic                            | Italië Lucia Bronzetti Elisabetta Cocciaretto Jasmine Paolini Lucrezia Stefanini Martina Trevisan   | 2-0   | Sevilla            |
| 2024 | Italië Lucia Bronzetti Elisabetta Cocciaretto Sara Errani Jasmine Paolini Martina Trevisan                            | Slowakije Viktória Hrunčáková Renáta Jamrichová Tereza Mihalíková Anna Schmiedlová Rebecca Šramková | 2-0   | Málaga             |